# Két emelet boldogság
A Két emelet boldogság 1960-ban bemutatott fekete-fehér magyar vígjáték, rendezte Herskó János.

## A cselekmény
|  | Alább a cselekmény részletei következnek! |

A film egy újonnan átadott ház fiatal házas lakóinak életét mutatja be. Egyikük sincs több 30 évesnél. Olyan hétköznapi, igazán nem nagyon regényes és látványos konfliktusok és emberi gyengeségek kerülnek elénk, amelyek a házasélet kezdeti boldogságát gyakran megkeserítik. Van közöttük KISZ-titkár és szövőgyári munkásnő, fiatal természettudós és a férjét megcsaló háztartásbeli, könyvtáros és női fodrász.
Birkás doktort zavarja, hogy felesége dolgozik, mivel előnyben részesíti a hagyományos családmodellt. Érdekes módon bizonyos helyzetekben magázzák egymást. A lakás gyakran nincs rendben és még néha a főzést is magának kell megoldania. A női fodrászként dolgozó nagyképű Ferenc folyamatosan féltékeny a szépséges, ámde csapodár feleségére. Farsangék folyamatosan vitatkoznak, mivel a férj folyton csak a motorját szereli otthon és nem foglalkozik a fiatal feleségével. Korbuszéknál is óhatatlanul gyakoriak az összezördülések, hiszen ők kénytelenek a férj nem túlságosan rugalmas édesanyjával egy fedél alatt lakni. Még a csendes Sipos családnál is zajlik az élet, igaz talán nekik jut a legkevesebb szerep a filmben. De azért a végére látszólag minden megoldódik.
|  | Itt a vége a cselekmény részletezésének! |

## Szereplők
- Kaló Flórián – dr. Birkás Lajos
- Domján Edit – Birkás Lajosné
- Garas Dezső – Albert Ferenc
- Krencsey Marianne – Albert Ferencné Manci
- Szabó Gyula – Korbusz János
- Pártos Erzsi – Korbusz János és Korbusz Sándor anyja
- Csűrös Karola – Korbusz Jánosné Teri
- Mendelényi Vilmos – Korbusz Sándor
- Avar István – Sipos Gyula
- Vetró Margit – Sipos Gyuláné Erzsike
- Mécs Károly – Farsang Gusztáv
- Törőcsik Mari – Farsang Gusztávné Kati
- Szabó Ernő – Varga, házmester
- Andai Györgyi – Varga lánya, Marika
- Fonyó József – Farsang barátja
- Gyenge Árpád – asszisztens
- Őze Lajos – Farsang barátja
- György László – Farsang kollégája
- Horkai János – ügyeletes orvos
- Alfonzó (Markos József) – Albertné szeretője
- Peti Sándor – tanár
- Rajz János – villamosvezető
- Rozsos István – rádióriporter
- Suka Sándor – ápoló
- Siménfalvy Sándor – éjjeliőr a csónakházban

További szereplők
Barsy Béla, Forgács László, Garics János, Kiss Manyi, Kertész Péter, Magda Gabi, Moór Marianna, Vándor József, Verdes Tamás, Völcsei Rózsi, Pap Éva, Vass Éva, Zsudi József

## Forgatási helyszínek
A filmet 1959. október 19. és december 23. között forgatták a pasaréti Szalonka úti Hunnia Filmstúdióban illetve külső, budapesti helyszíneken. A filmbéli „Új utca" az albertfalvai Mezőkövesd utcai lakótelep, egyes jeleneteket a Váci úton és az újpesti Mátyás téren vettek fel. A János kórháznál található hurokvégállomáson áll a könyvtárvillamos, de felbukkan filmben a Vörös Csillag Traktorgyár is. A külső felvételek jó része pedig – többek között a nyitó képsorok -, az akkor épült Lehel utca 39. sz. alatti új lakótelepen készültek. Érdekesség, hogy az egyik házaspárt alakító, a Szegedi Nemzeti Színházból érkezett Domján Editnek és Kaló Flóriánnak – akik egyébként a magánéletben is férj és feleség voltak akkoriban – ez volt az első filmszerepe. Rendszerint hajnalban indultak el Szegedről azért, hogy a pesti forgatás után, az értük küldött kocsival, időben visszaérjenek az esti szegedi előadásra.
A film sajtóbemutatóját a nagykörúti Vörös Csillag moziban tartották, 1960. május 11-én, egy héttel később pedig már a nézők is láthatták a fővárosi mozikban.